# Segunda Aliá
A Segunda Aliá (em hebraico: העלייה השנייה; romaniz.: HaAliyah HaShniya) foi a segunda onda de migração de judeus para a região da Palestina na Idade Moderna. Teve início em 1904 e durou até 1914.
Durante essa aliá, cerca de 40 mil imigrantes (olim) chegaram à região, então parte da Síria otomana, provenientes principalmente do Império Russo e e em menor número do Iêmen. Eles tiveram grande dificuldade de se estabelecer na região, e a maioria deixou a região poucos meses após a chegada, para buscar oportunidades em outros países, notadamente nos Estados Unidos. David Ben-Gurion estimou que 90% dos olim da Segunda Aliá tenham partido.
A principal causa da imigração foi o aumento do antissemitismo na Rússia e os pogroms nos povoados da zona de assentamento judeu no Império Russo, destacando-se o pogrom de Quixineve, logo após a Revolução Russa em 1905. 

## Povoamentos
Durante a segunda Aliá, os imigrantes idealistas, inspirados nos ideais sionistas e revolucionários das comunidades judaicas do Império Russo, trataram de construir um sistema comunitário de assentamentos agrícolas na região. Desse modo foi criado o movimento kibutziano. O primeiro kibutz, Degania Alef, foi fundado em 1909. Muitos imigrantes, porém, prefiram instalar-se nas cidades, criando localidades como Ahuzat Bayit, perto de Jafa. Em 1909, também foi fundada a cidade de Telavive.